# Tuomas Holopainen
Pour les articles homonymes, voir Holopainen.
Tuomas Lauri Johannes Holopainen est un musicien, auteur-compositeur et producteur finlandais né le 25 décembre 1976 à Kitee en Finlande. Il est le claviériste, le leader et le principal compositeur des chansons du groupe Nightwish, dont il est un des fondateurs. Il a également joué dans les groupes Nattvindens Gråt et Darkwoods My Betrothed, ainsi que dans le groupe de Timo Rautiainen. Son groupe secondaire est actuellement For My Pain.... Il a par ailleurs rendu hommage au comics La jeunesse de Picsou, écrit et dessiné par Don Rosa en composant un album solo, Music Inspired by the Life and Times of Scrooge. 

## Biographie

### Enfance et débuts (1976-1996)
Tuomas Holopainen naît le 25 décembre 1976 à Kitee. Il est le plus jeune enfant de sa famille. Il montre à l'âge de 2 ans un certain don pour mémoriser les lettres de l'alphabet, notamment lorsqu'il raconte avoir pu déchiffrer le terme "X-Ray", lors d'un séjour à l'hôpital à la suite d'une jambe cassée.
C'est à l'âge de sept ans que Tuomas commence son apprentissage de la musique avec le piano. Vers dix ans, grâce à sa mère, il prend des cours de clarinette et poursuit ses études dans un collège de musique. Tuomas joue également du saxophone ténor dans un groupe de jazz. 
En 1993, à partir de 17 ans, le synthétiseur et le piano deviennent ses instruments de prédilection, lorsqu'il intègre son premier groupe Dismal Silence après un séjour en Amérique. Il joue ensuite pour plusieurs, comme Darkwoods My Bethrothed, Nattvindens Gråt ou bien Sethian. 
En juillet 1996, Tuomas part effectuer son service militaire, durant lequel il joue de la clarinette pour l'orchestre de l'armée.

### Naissance de Nightwish et activité avec le groupe (depuis 1996)
Durant l'année 1996, Tuomas éprouve une lassitude de n'être qu'un musicien de session et souhaite écrire lui-même sa musique, tout en ayant l'idée de former un groupe. 
En juillet de la même année, lors d'un séjour sur une île appartenant à sa famille, et autour d'un feu de camp, il a l'idée de démarrer un projet étant centré autour de la musique acoustique et atmosphérique. C'est lors de son service militaire qu'il écrit ses trois premières chansons "Nightwish", "The Forever Moments" et "Etiäinen". 

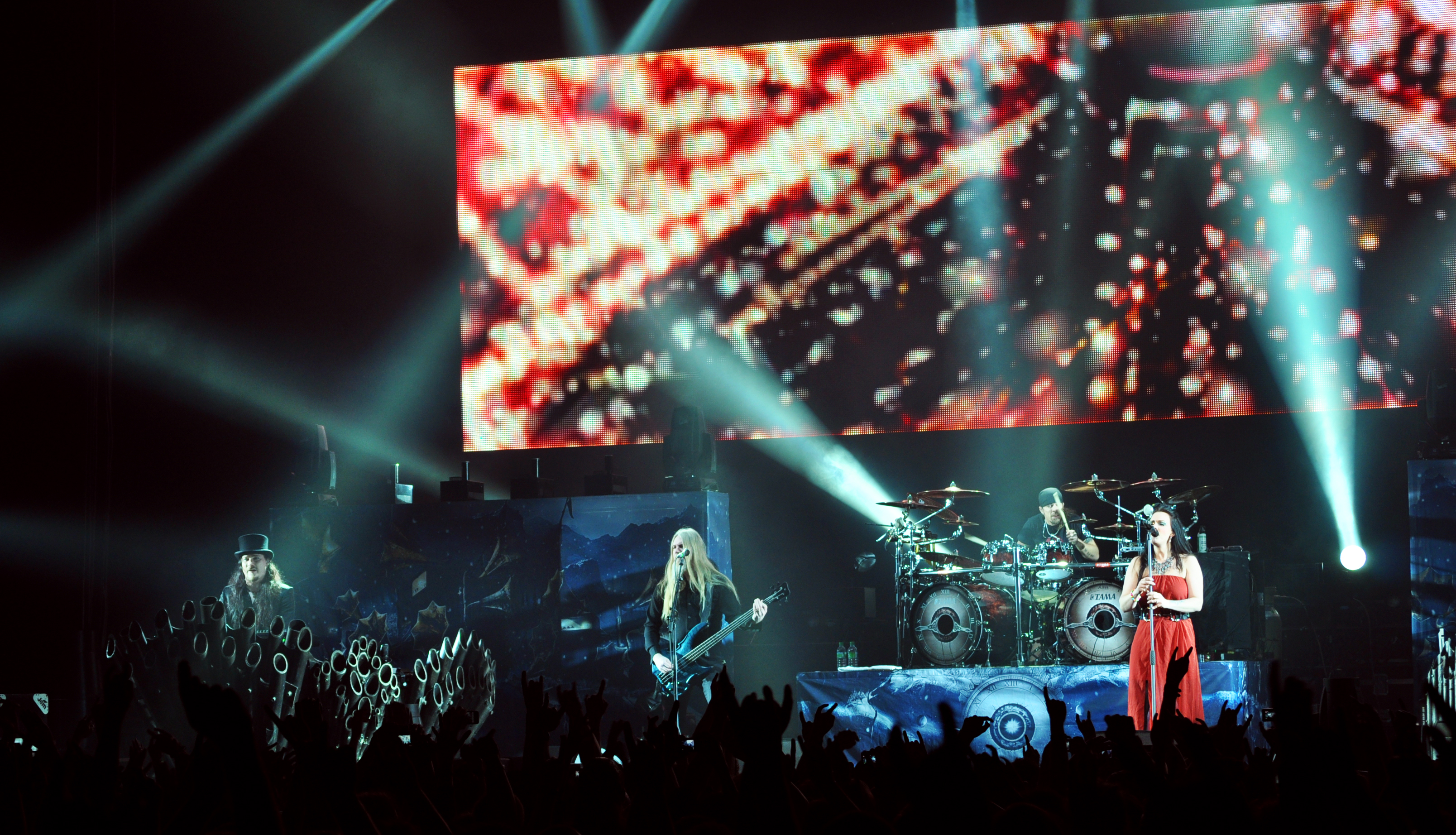
Tuomas Holopainen en concert avec Nightwish en 2012

Il enregistre la première démo de ces chansons en décembre 1996, avec Erno Vuorinen à la guitare et Tarja Turunen au chant, cette dernière étant une de ses anciennes camarades de classe. Les démos sont envoyées à plusieurs maisons de disque, comme Century Media Records, Spinefarm Records ou bien Massacre Records. Aucune suite n'est donnée. La démo est également envoyée à Soundi Magazine qui apporte son avis : "Groupe merdique, Matériel merdique, aucun potentiel commercial !". 
Le projet commence à prendre une nouvelle direction lorsque Jukka Nevalainen rejoint le groupe en tant que batteur. Tuomas se rend également compte que la voix de Tarja est bien trop forte et décide que le groupe devienne un groupe de metal. Aimant le titre de la chanson "Nightwish" issue de la première démo, le groupe hérite de ce nom. Nightwish est né. 
En 1997, lors d'une tournée en tant que musicien live, Tuomas rencontre Ewo et lui propose d'être le manager de Nightwish. C'est après avoir joué The Carpenter que ce dernier est convaincu et décide de prendre le groupe sous son aile. Le premier album de Nightwish "Angels Fall First" est publié le 1er novembre 1997 sous le label Spinefarm Records. Tuomas assure le chant masculin sur les morceaux Beauty and the Beast, The Carpenter, Astral Romance, et le bonus track Once upon a Troubadour, expérience qu'il ne renouvelle pas par la suite.
Le 1er octobre 1998, Oceanborn est en vente. Pour Tuomas, il est le vrai premier album de Nightwish, puisqu'il considère le premier opus "Angels Fall First" comme une démo. Il s'est dit inspiré par Stratovarius dans la composition de cet album. Tuomas avoua que l'écriture de l'album fut fatigante et qu'il a donné "toute l'énergie créative" qu'il pouvait. 
Durant l'automne 1999, Tuomas est contacté pour faire partie du groupe de metal gothique finlandais For My Pain. Une idée lui vient pour ce groupe, mais en raison des problèmes d'agenda de ses membres, le projet est reporté à une date ultérieure. 
Le 29 mai 2000, Wishmaster est publié. Pour cet opus, Tuomas avoue également qu'il n'a pas été facile à écrire. 

Durant l'été 2001, Tuomas est en concert avec les autres membres du groupe. Parmi leurs affaires se trouve un sac plein de revues pornographiques ramené par Sami Vänska, le bassiste du groupe. Après le concert, le groupe retourne à Kitee. Ils vident le bus et mettent les affaires dans la voiture de la mère de Tuomas, incluant le sac de revues pornographiques. Le lendemain matin, en cherchant ses affaires dans la voiture, Tuomas retrouve ce sac ramené par Vänska et tente de convaincre ses parents que ce sac ne lui appartient pas. Il avoua que cet épisode fut le plus embarrassant de sa vie. 

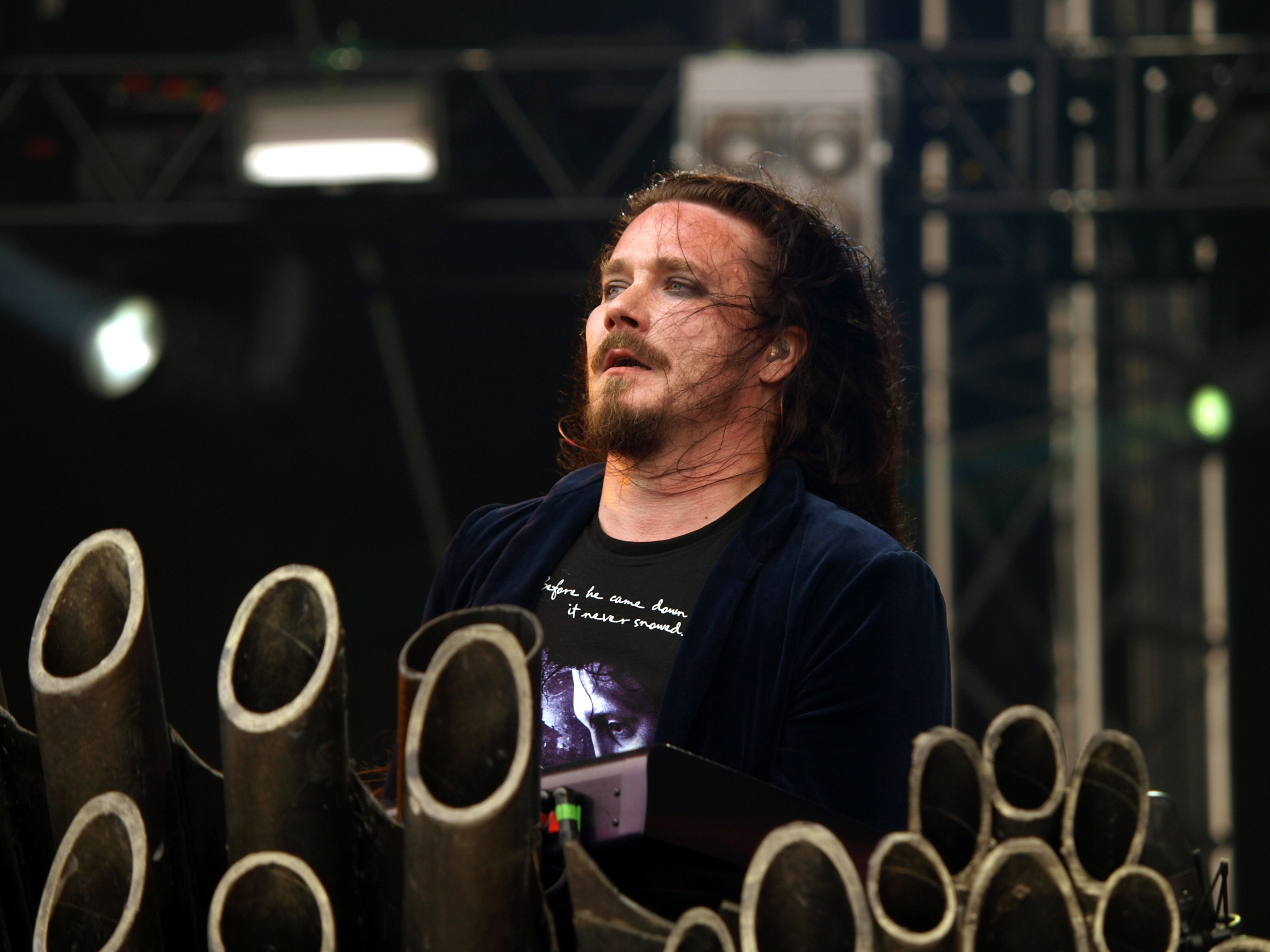
Tuomas Holopainen au Tuska Open Air 2013

Durant l'automne 2001, Tuomas souhaite en finir avec Nightwish pour cause de problèmes personnels. Mais il revient sur sa décision, estimant que Nightwish ne pouvait pas mourir comme ça. 
Il continue l'aventure, mais en se séparant du bassiste du groupe Sami Vänska. 
Pour la suite de l'aventure, Tuomas souhaite que le prochain bassiste sache chanter. C'est ainsi que Marco Hietala rejoint le groupe en 2002 pour l'album Century Child. C'est à partir de cet album que Tuomas commence à composer avec des orchestres symphoniques de Finlande et d'Angleterre, ce qui change le style musical du groupe et devint le principal élément de la musique de Nightwish.
En 2003, Tuomas relance le projet avec For My Pain et sort l'album "Fallen". L'activité du groupe est de nouveau suspendue jusqu'à une date ultérieure.
L'année 2004 marque la percée de Nightwish aux États-Unis. L'album "Once" sort le 7 juin 2004. Il s'ensuit la première tournée américaine du groupe. 
Le 21 octobre 2005, Tuomas décide avec l'approbation de Marco Hietala, Emppu Vuorinen et de Jukka Nevalainen de renvoyer la chanteuse Tarja Turunen du groupe Nightwish, en lui écrivant une lettre ouverte, trouvant qu'elle ne s'investissait pas assez dans le groupe. 
Le 24 mai 2007 est la date officielle de l'arrivée de la nouvelle chanteuse Anette Olzon. Un nouvel album est alors en préparation. Le 26 septembre 2007, sort le nouvel album Dark Passion Play et un nouveau single Amaranth. Cet album est à ce jour le plus vendu du groupe. 

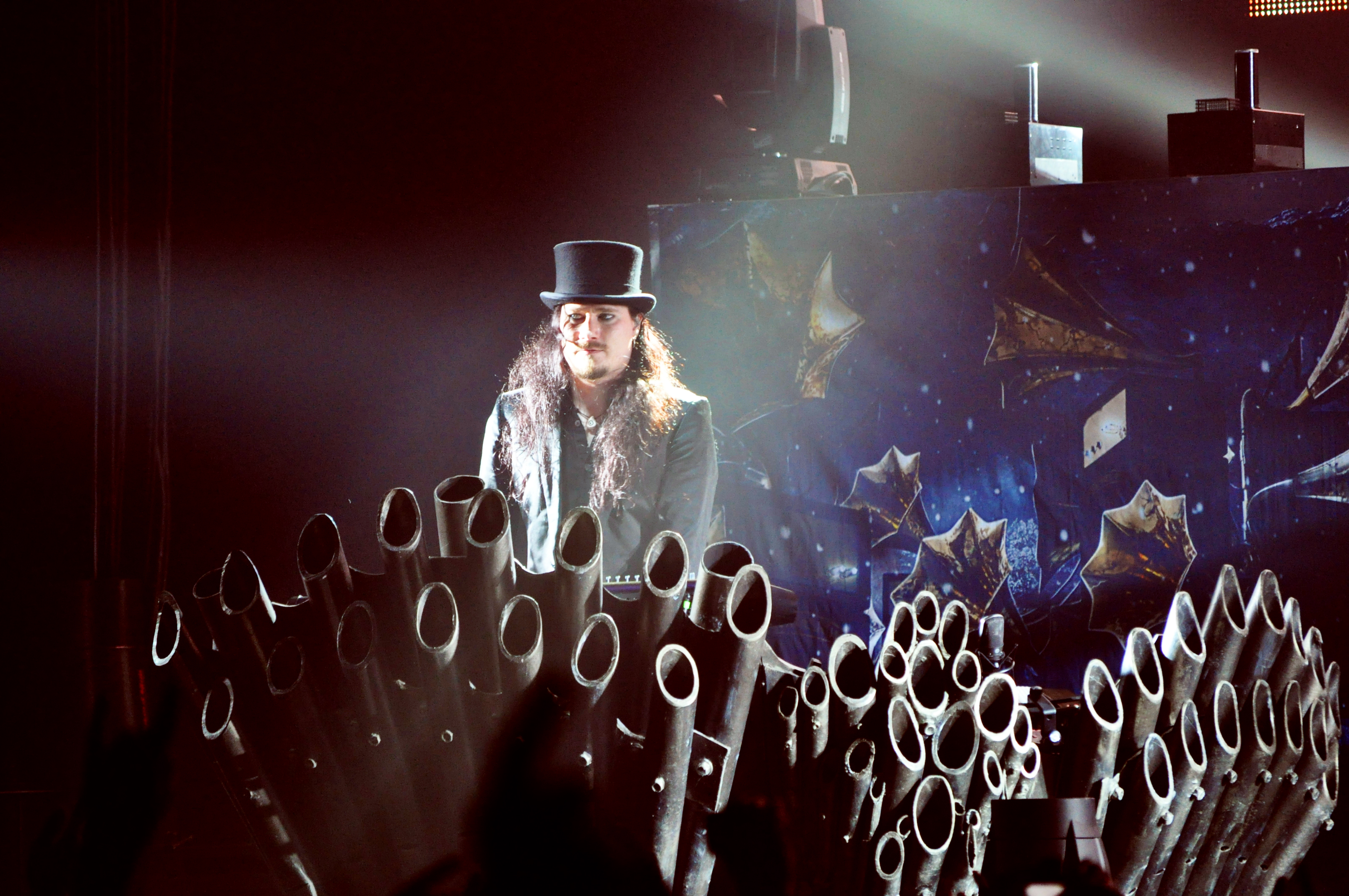
Tuomas Holopainen (Nightwish), Nantes en 2012

Puis le 30 novembre 2011 est sorti en Finlande Imaginaerum (5 décembre 2011 pour la France). Il fut accompagné d'un film homonyme qui sortit peu après. D'après Tuomas, c'est un projet qui lui tenait à cœur depuis la création du groupe.
Le 27 mars 2015, Endless Forms Most Beautiful est publié.

### Album solo et autres projets (depuis 2014)
En avril 2014, il publie son premier album solo Music Inspired by the Life and Times of Scrooge dans lequel il rend hommage au comics La jeunesse de Picsou écrit et dessiné par Don Rosa.
En 2018, il forme avec Johanna Kurkela et Troy Donockley un groupe nommé Auri.

## Discographie

### À ses débuts
- Chameleon

Chameleon - Saxophone (1995)
- Jimmy (The Bluesman) Lawson & Friends

Play That Funky (Humppa) Music –Saxophone (1996)
- Furthest Shore

Chronicles of Hethenesse, Book 1: The Shadow Descends (1999)

### Darkwoods My Betrothed
- Heirs of the Northstar (1995)
- Autumn Roars Thunder (1996)
- Witch-Hunts (1998)

### Nattvinden’s Gråt
- A Bard’s Tale (1995)
- Chaos Without Theory (1997)

### For My Pain...
- Albums

Fallen (2003)
- Singles

Killing Romance (2004, uniquement en Finlande)

### Kotiteollisuus
- Helvetistä itään (2003)
- 7 (2005)

### Sethian
Into the Silence (2003)

### Timo Rautiainen
- Albums

1. Sarvivuori (2006)
2. Loppuun ajettu (2007)

- Singles

1. Punainen viiva (2006)
2. Sinulle (2006)
3. Outolintu (2007)

## Instruments
Tuomas utilise toute sorte de synthétiseurs de la marque KORG, notamment :
- un OASYS (utilisé uniquement pour composer),
- un KARMA (clavier live),
- un N364 (clavier live),
- un KRONOS (clavier live)

## Compléments

## Sources
- Archive du site officiel sur Internet Archive